# Sinomicrurus sauteri
Sinomicrurus sauteri är en orm i familjen giftsnokar som förekommer endemisk på Taiwan. Artepitet i det vetenskapliga namnet hedrar antagligen den tyska zoologen Hans Sauter som samlade insekter på Taiwan.
Arten lever i kulliga regioner och i bergstrakter mellan 500 och 1500 meter över havet. Den vistas i skogar och i gräsmarker. Exemplaren är främst nattaktiva och de syns ibland på dagen. Honor lägger ägg. Ormen har ett giftigt bett.
För beståndet är inga hot kända. Hela populationen bedöms som stor. IUCN listar arten som livskraftig (LC).